# Macbeth (filme de 2015)
Macbeth é um filme britânico de 2015 dirigido por Justin Kurzel e estrelado por Michael Fassbender no papel título e Marion Cotillard como Lady Macbeth. O filme é baseado na peça de mesmo nome de William Shakespeare. Foi indicado a Palma de Ouro do Festival de Cannes em 2015.

## Sinopse
O general escocês Macbeth (Michael Fassbender), ouve de três bruxas uma profecia de que um dia ele se tornará o Rei da Escócia. Ambicioso e encorajado por sua esposa, Lady Macbeth (Marion Cotillard), ele assassina o Rei Duncan (David Thewlis) e toma o trono para si, mas sofre com a culpa e paranoia. Macbeth se torna um líder tirano, cometendo cada vez mais assassinatos para se proteger.

## Elenco
- Michael Fassbender ... Macbeth
- Marion Cotillard ... Lady Macbeth
- Paddy Considine ... Banquo
- Sean Harris ... Macduff
- Jack Reynor ... Malcolm
- Elizabeth Debicki ... Lady Macduff
- David Thewlis ... King Duncan
- Ross Anderson ... Rosse
- David Hayman ... Lennox
- Maurice Roëves ... Menteith
- Hilton McRae ... Macdonwald
- Seylan Baxter, Lynn Kennedy, Kayla Fallon and Amber Rissmann ... the Witches
- Lochlann Harris ... Fleance
- Barrie Martin ... Thane